# Ernst Niggli
Ernst Heinrich Niggli (* 29. September 1917 in Wald ZH; † 7. Dezember 2001 in Bern) war ein Schweizer Mineraloge und Petrologe.

## Biografie
Niggli, der Sohn des Mineralogen und Kristallographen Paul Niggli, studierte nach dem Abitur 1936 Naturwissenschaften mit Spezialisierung auf Geologie an der ETH Zürich und der Universität Zürich. Ab 1942 war er wissenschaftlicher Mitarbeiter am geophysikalischen Institut der ETH. Er promovierte 1944 an der ETH mit einer Arbeit über die Geologie des Tavetscher Zwischenmassivs und habilitierte sich 1946. Ab 1946 war er Professor für Mineralogie und Petrographie an der Universität Leiden und ab 1955 an der Universität Bern. In Bern baute er das Mineralogisch-Petrographische Institut aus und etablierte Isotopengeologie und experimentelle Petrologie. Er war zeitweise Dekan der philosophisch-naturwissenschaftlichen Fakultät. 1986 emeritierte er.
Er forschte insbesondere über Metamorphose in den Alpen. Er war an der Gründung der Arbeitsgemeinschaft Lengenbach zur Erkundung der Mineralienfundstätte Grube Lengenbach im Binntal beteiligt.
1977 bis 1987 war er Forschungsrat für Erdwissenschaften am Schweizer Nationalfonds. In dieser Funktion sorgte er für die Umsetzung des nationalen Schweizer Forschungsprogramms Geologische Tiefenstruktur der Schweiz (begonnen ab 1983, weitere Initiatoren waren Stephan Müller, Peter Fricker, Rudolf Trümpy). 1957 bis 1987 war er Geschäftsleiter der Studiengesellschaft zur Nutzbarmachung Schweizerischer metallischer und mineralischer Rohstoffe.
Er war Ehrendoktor der Universität Genf (1990) und Ehrenmitglied der Österreichischen Mineralogischen Gesellschaft. Die Königlich Niederländische Akademie der Wissenschaften nahm ihn 1969 als auswärtiges Mitglied auf. 1982 wurde er assoziiertes Mitglied der Académie royale des Sciences, des Lettres et des Beaux-Arts de Belgique. Im Jahr 1987 wurde er zum Mitglied der Leopoldina gewählt. Seit 1947 war er mit der Niederländerin Johanna Wilhelmina Stoffel verheiratet.
Das Mineral Erniggliit ist nach ihm benannt.

## Werke (Auswahl)
- Das westliche Tavetscher Zwischenmassiv und der angrenzende Nordrand des Gotthardmassivs. Petrographisch-geologische Untersuchungen. In: Schweizerische Mineralogische und petrographische Mitteilungen; Bd. 24 (1944), Heft 1/2. (Diss. Phil. II. Univ. Zürich).
- mit Jakob Altmann und Heinz Vos: Magnetische Messungen an der Mangan-Eisenerzlagerstätte Fianell Val Ferrera. (= Beiträge zur Geologie der Schweiz. Geotechnische Serie, Kleinere Mitteilungen, 11) Komm. Kümmerly & Frey, Bern 1946.